# Hyde (Grande Manchester)
Hyde è una località di 31 253 abitanti della contea della Greater Manchester, in Inghilterra, già municipio fino al 1974.